# Paul Arnaud de Foïard
Paul Marie Félix Jacques René Arnaud de Foïard (Meudon, 9 de setembro de 1921 — Nérac, 7 de agosto de 2005) foi um general do exército francês que serviu principalmente na Legião Estrangeira Francesa que participou da Segunda Guerra Mundial e dos conflitos da Indochina e da Argélia.

## Carreira militar
Paul Arnaud de Foïard iniciou sua carreira militar na resistência, onde foi capturado e internado em 4 de dezembro de 1942 até 3 de junho de 1943. Quando ele conseguiu fugir desembarcou na Espanha, onde foi internado em Figueras. Ele foi libertado em Setúbal, em Portugal, e embarcou em 21 de agosto para o Marrocos.
Durante este tempo, ele registrou um compromisso para a duração da guerra, juntando-se ao 501 <sup id="mwEg">e</sup> Régiment de Chars de Combate 501 e RCC. Seus serviços contados como contagem retroativa de 4 de dezembro de 1942. Ele passou para o depósito de instruções de Dellys, depois se juntou à escola de Cherchell como aspirante. Ele foi designado para o Regimento Marching da Legião Estrangeira RMLE com o posto de aspirante em 1 de abril de 1944. Com sua unidade, ele participou do desembarque em Saint-Raphaël em setembro, em seguida, para a ofensiva do Ist Army, uma ofensiva durante a qual ele foi ferido por uma mina. Ele saiu da guerra em 28 de novembro de 1944. Na Alemanha, após a guerra, ele foi premiado com o militaire Médaille em 1945.
Em 8 de fevereiro de 1945, ele foi indicado para a 11ª companhia do RMLE . Liderando um pelotão, ele distinguiu a liderança em 20 de março de 1945, na encruzilhada ao sul de Buchelberg; durante o cerco de Mulhausen, em 4 de abril, na ponte de Enns, o 7; então em Herrenberg, o 18; em Hattingen, o 25; em Immendingen o 26; conseqüentemente, recebeu três citações por ordem das forças armadas e da Médaille Militaire em um trimestre. No final da guerra, ele foi enviado para a École Militaire interarmes, desde setembro de 1945, para validar suas conotações de um oficial.
Assim que RMLE foi dissolvido, Paul juntou-se ao 3º Regimento de Infantaria Estrangeiro 3 e REI em 20 de dezembro de 1945. Um decreto de fevereiro de 1946, designou-o como subtenente, para ser efetivo a partir de 1º de fevereiro de 1944. Ele foi então promovido ao posto de tenente em 1 de fevereiro de 1946.
Participou das campanhas da Indochina, desembarcou em Saigon e integrou a 11ª companhia do 3 <sup id="mwIA">e</sup> REI, em 11 de junho de 1946. Ele foi ferido por uma metralhadora no My Duc Thay, em 22 de janeiro de 1947. Em 23 de outubro de 1947, ele foi designado para a companhia CCB. Conseqüentemente, ele recebeu uma nova citação às ordens das forças armadas e o cavaleiro da cruz da Légion d'honneur, concedido em 14 de julho de 1947. Este último foi combinado com o croix de guerre des TOE, por sua ação pessoal em Cai Lay em Cochinchine; em Am Thai Dong, na província de Mytho.
Durante a criação da Companhia de Paraquedismo do 3º Regimento de Infantaria Estrangeira, Co. Para du 3 <sup id="mwJg">e</sup> REI, em 1º de abril de 1948, assumiu o comando de uma seção de pelotão sob a ordem do tenente Jacques Morin. Em 16 de maio, ele recebeu uma menção às ordens da divisão durante uma batalha na vila fortificada de Tho Truong. Repatriado já melhor de saúde, ele desembarcou em Marselha, foi hospitalizado e beneficiou de uma pausa. Ele foi designado para a companhia administrativa regional de Versalhes.
Promovido a capitão em 2 de janeiro de 1952, ele retomou o serviço em 14 de outubro de 1952. Foi-lhe confiado o comando da 2ª companhia do 1º batalhão do 1º Regimento de Infantaria Estrangeira 1 er REI no dia 20. Em 13 de março de 1953, ele comandou os pelotões da 1 e REI em Saida. Em novembro, ele se juntou ao serviço moral da legião como editor-chefe do Képi Blanc em Sidi Bel Abbès até a dissolução em julho de 1955. Ele foi então afirmado nas qualidades de um comandante da 5ª companhia do 2º batalhão do 4º Regimento de Infantaria Estrangeira 4 e REI em Fes, no Marrocos. Os 5 e du 2/4 e REI tornaram-se os 6 e CP du 4 e REI, em 16 de novembro de 1956. No corpo desta unidade, ele participou de operações de manutenção da ordem no Rif e notavelmente em Hibel, Tembouzid e Zoua Ouah. Ele foi citado às ordens da divisão com Cruz do Valor Militar em 11 de julho de 1956.
Destacou-se no grupo de comando provisório, nas qualidades de um instrutor em guarnição em El Hadjeb, de 16 de fevereiro a 4 de julho de 1956, ele recebeu uma menção às ordens dos corpos armados. Outra citação às ordens do corpo armado foi conferida para outro compromisso. Em 1 de agosto de 1957, ele foi designado para o depósito da Legião em Marselha. Ele foi promovido a oficial na ordem da Légion d'honneur em 18 de dezembro de 1958. Ele se juntou ao grupo ESMIA de Coëtquidan, em 1 de junho de 1959. Ele foi promovido para chef de battaillon, em 1º de outubro de 1959.
Ele integrou a promoção da École Supérieure de Guerre em agosto de 1960. Em seguida, ele foi designado para a operação como bureau do 2º Regimento de Pára-quedistas Estrangeiros 2<sup id="mwOA">e</sup> REP, em 1º de julho de 1962. Em 1º de outubro de 1963, ele foi designado para o escritório da EMAT, onde foi promovido ao posto de tenente-coronel, em 1º de outubro de 1964. Designado durante o seu tempo de comando, ele embarcou para Mers el Kebir e tornou-se comandante regimental do 2 <sup id="mwOg">e</sup> REP, em 1 de junho de 1965 em Bou Sfer.
Em 15 de junho de 1967, o REP foi repatriado na Córsega. Com a finalização do mandato, ele ingressou na EMA em 1º de julho. Assim, ele foi promovido a comandante da Légion d'honneur, em 14 de julho e ao posto de coronel, em 1º de outubro. Ele foi designado para servir no 1º Parachute Brigade 1 <sup id="mwPw">re</sup> BP e colocado em subsistance no comando e serviço batalhão 420, em 01 de agosto de 1972. Em janeiro seguinte, ele foi promovido a patente de general de brigada.
Em agosto de 1974, foi designado em um diretor de qualidade do Secrétariat général de défense et de la sécurité nationale, sob as ordens do primeiro-ministro da França e ocupou a vice-presidência do conselho permanente de militares. serviço em 1975. Reintegrado, ele se juntou à 11ª Divisão de Paraquedas 11<sup id="mwRg">e</sup> DP e foi comandante de divisão em 29 de novembro de 1975. Ele foi promovido a divisão geral em dezembro de 1976.
Promovido ao posto e designação de um general do corpo de armas em 1 de agosto de 1979, tornou-se diretor do Escola Superior Militar do exército francês em outubro. Em 17 de setembro de 1981, ele foi indicado como Grande Oficial da Legião de Honra. Alcançado pelo limite de idade regulamentar de sua posição para a seção de generais de oficiais, em 10 de setembro de 1981.